# طراد ثقيل
الطراد الثقيل نوعًا من الطرادات، وهي سفينة حربية كبيرة جدا ذات تسليح كثيف مع تدريع قوي وسرعة مناسبة لها وإستمرّتْ الطرّاداتُ الثقيلةُ قيد الاستعمالَ حتى بعد الحرب العالمية الثانيةِ. سلحت الطرادات الثقيلة بشكل عام بمدافع بحرية من عيار 203   مم (8 بوصة)، الذي تم تحديد حسب معايير التصميم الخاصة التي حددتها معاهدة واشنطن البحرية لعام 1922 ومعاهدة لندن البحرية لعام 1930. الطراد الثقيل هو جزء من سلالة من تصاميم السفن من عام 1915 حتى أوائل الخمسينات، على الرغم من أن مصطلح «طراد ثقيل» دخل حيز الاستخدام الرسمي فقط في عام 1930. عندما تم استبدال الطراد المدرعة من قبل طرادات المعركة، كانت الطرادات الخفيفة غير مكلفة مثل طرادات المعركة بحيث يتم بناؤها بأعداد كافية لحماية السفن التجارية والخدمة في عدد من القتال المسارح. كان تصنيف الطرادات يتم حسب الإزاحة، فالطراد الثقيل إزاحته أكثرنمن 10000 طن، والطراد الخفيف لاتتجاوز إزاحته 10000 طن.

## التاريخ

### الحرب العالمية الثانية
كانت الطرادات الثقيلة لا تزال قيد الإنشاء، ويمكن أن تكون تصميمات متوازنة عندما قررت الدول تجنب القيود المفروضة بموجب معاهدة لندن البحرية.